# Kämpfelbach
Kämpfelbach är en kommun i Enzkreis i regionen Nordschwarzwald i Regierungsbezirk Karlsruhe i förbundslandet Baden-Württemberg i Tyskland. 
Kommunen bildades 1 januari 1974 genom en sammanslagning av kommunerna Bilfingen och Ersingen.
Kommunen ingår i kommunalförbundet Kämpfelbachtal tillsammans med kommunerna Eisingen och Königsbach-Stein.